# Зірндорф
Зірндорф (нім. Sierndorf) — ринкове містечко в окрузі Корнойбург у Нижній Австрії з 3947 мешканцями (станом на 1 січня 2023 р.).

## Географія
Зірндорф розташований у Вайнфіртелі в Нижній Австрії. Площа торгового містечка займає 55,07 квадратних кілометрів. Вкрито лісом 3,03 відсотка території.
Геллерсбах протікає через Зірндорф, а також через частину Штокерау. Під час сильних дощів струмок може збільшитися в ширину до трьох метрів і явно вийти з берега. Однак збитків від повені ніколи не було.

## Історія
Важлива монетна знахідка з Хьоберсдорфа XVII ст., століття зберігається в музеї Штокерау. 1717 Зірндорф отримав права.

## Культура і пам'ятки

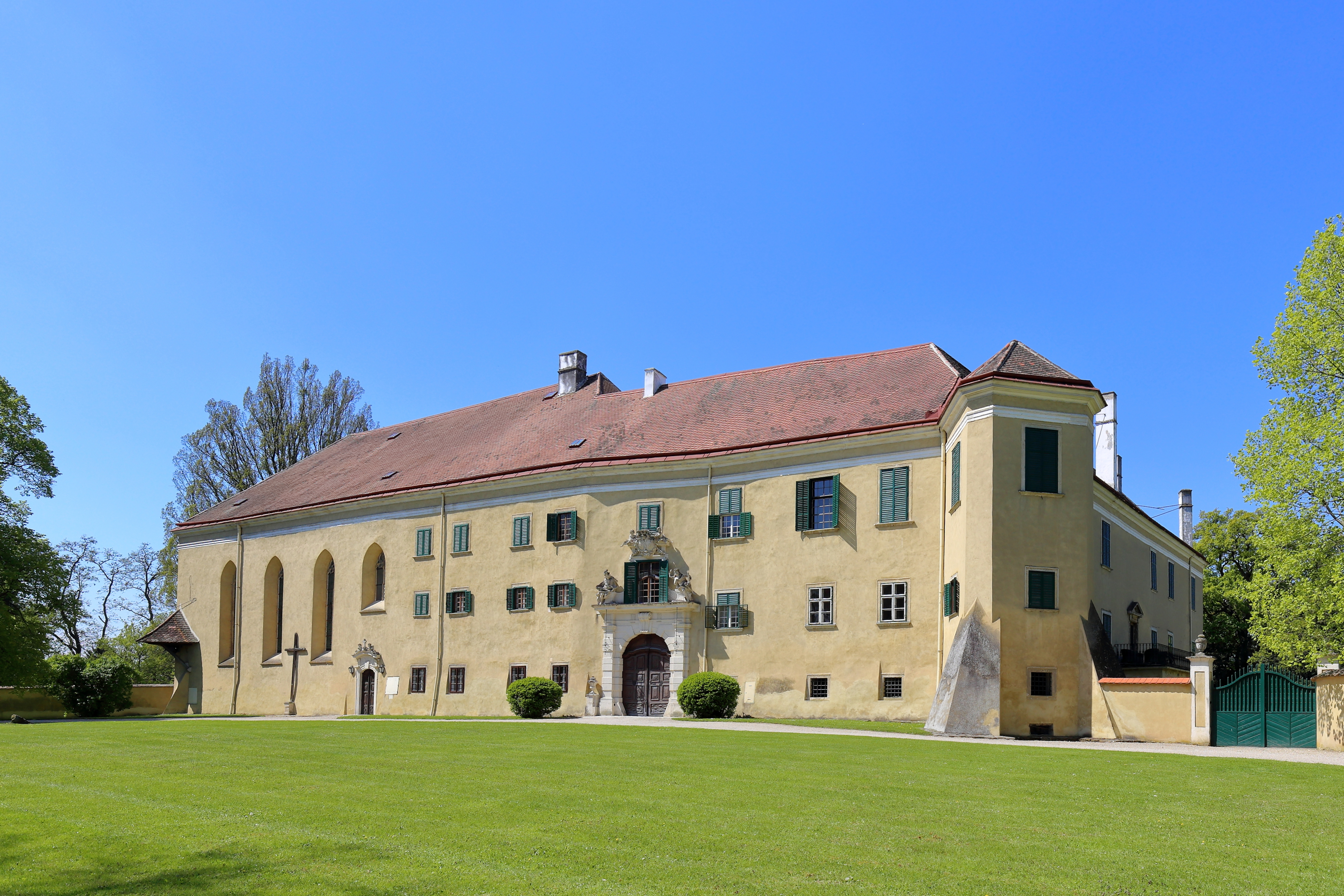
Замок Зірндорф
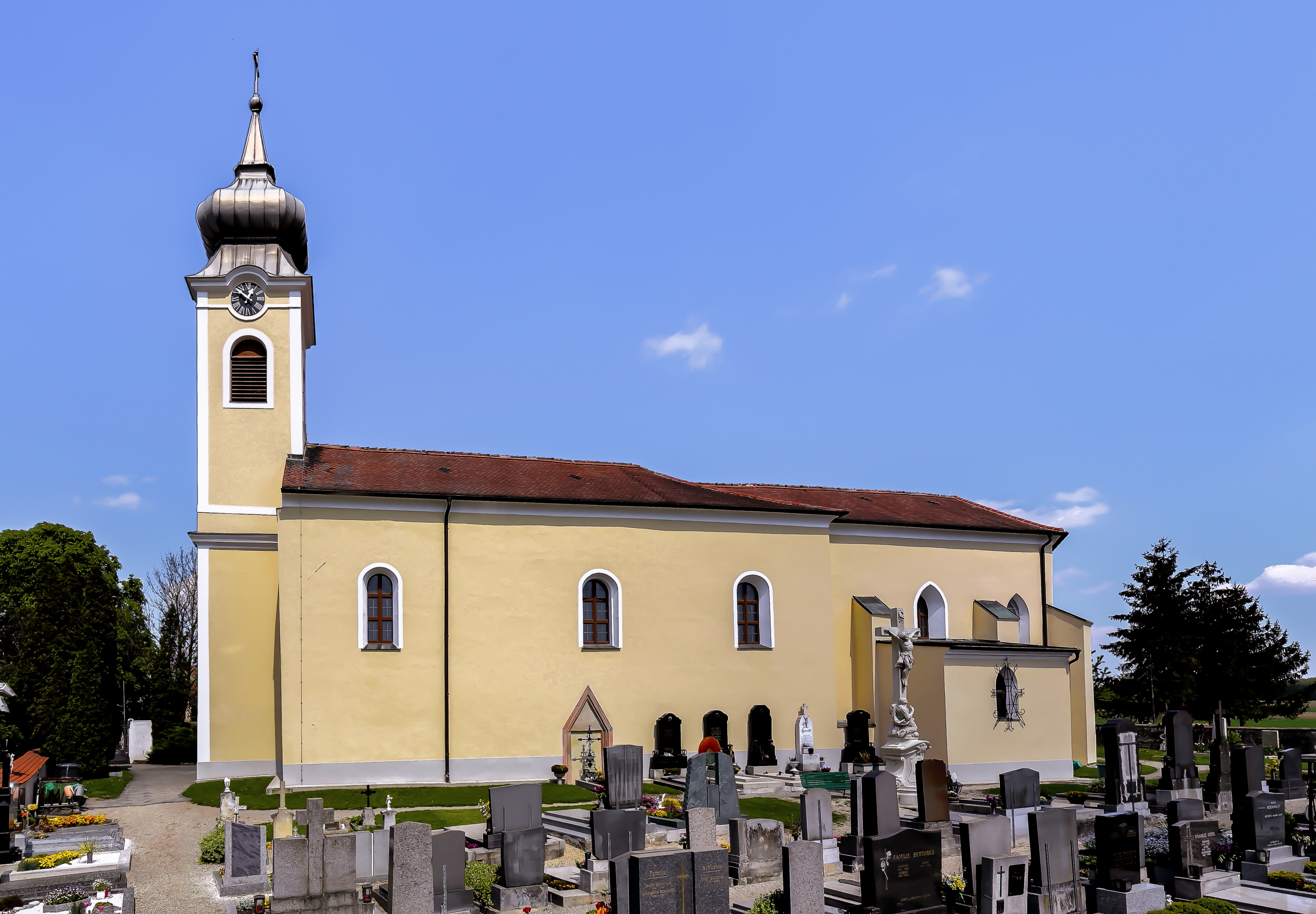
Парафіяльна церква Сеннінга